# Ovelgönne
Ovelgönne är en kommun i det nordvästtyska distriktet Wesermarsch i delstaten Niedersachsen. Kommunen har cirka 5 000 invånare.

## Geografi
Ovelgönne ligger på det nordtyska låglandet, nära halvön Butjadingen och Nordsjön. Kommunen domineras av jordbruksmark och ett flertal avvattningskanaler.
Ovelgönne gränsar till Wesermarschkommunerna Jade, Stadland, Brake och Elsfleth samt till distriktet Landkreis Ammerland. Kommunens huvudort är Oldenbrok.

## Historia
Efter att hertigdömet Oldenburg erövrat Butjadingen 1514 byggdes en fästning vid Ovelgönne. Under trettioåriga kriget användes fästningen av kejsarens trupper.
År 1667 kom Ovelgönne, liksom övriga Oldenburg, i drygt 100 år i dansk besittning. Den danska regeringen lät riva fästningen i Ovelgönne 1677-79.
Ovelgönne blev senare ett administrativt centrum i Wesermarsch.

## Näringsliv
Ovelgönnes näringsliv domineras av jordbruket. Kommunens enda företaget är mejeriet Botterbloom.